# Gamma Leporis
Gamma Leporis (γ  Leporis, förkortat Gamma Lep, γ  Lep) som är stjärnans Bayerbeteckning, är en ensam stjärna belägen i den mellersta delen av stjärnbilden Haren. Den har en skenbar magnitud på 3,59, är synlig för blotta ögat och den tredje ljusstarkaste stjärnan i stjärnbilden. Baserat på parallaxmätning inom Hipparcosuppdraget på ca 112,0 mas, beräknas den befinna sig på ett avstånd på ca 29 ljusår (ca 9 parsek) från solen. Dess rörelse genom rymden sammanfaller med den för AK Leporis, som är en variabel stjärna av typen BY Draconis [11] Gamma Leporis ingår också i Ursa Major Moving Group.[7]

## Egenskaper
Gamma Leporis är en gul till vit stjärna i huvudserien av spektralklass F6 V. Den har en massa som är ca 25 procent större än solens massa, en radie som är ca 1,3 gånger större än solens och utsänder från dess fotosfär ca 2 290 gånger mera energi än solen vid en effektiv temperatur på ca 6 300 K.
Baserat på dess stjärnkarakteristik och avstånd från jorden, betraktades Gamma Leporis som ett högt prioriterat mål för NASA:s Terrestrial Planet Finder-uppdrag. Den har undersökts beträffande överskott på infraröd strålning, men inget sådant har observerats.